# خس‌نشین گرمسیری
خس‌نشین گرمسیری (نام علمی: Sericornis beccarii) نام یک گونه از سرده خس‌نشین‌ها است.